# Titanio inconspicualis
Titanio inconspicualis là một loài bướm đêm trong họ Crambidae.